# NGC 6530
NGC 6530 es un cúmulo abierto en la constelación de Sagitario, asociado a la Nebulosa de la Laguna (M8). De magnitud aparente 4,6, se encuentra a unos 5200 años luz de la Tierra.
Está clasificado como de tipo Trumpler II 2 m n (Sky Catalog 2000), lo que implica, entre otras cosas, que está separado pero concentrado ligeramente hacia su centro. Como la luz de sus estrellas muestra muy poco enrojecimiento causado por materia interestelar, es probable que el cúmulo esté situado justo delante de la Nebulosa de la Laguna. Su estrella más brillante es 9 Sagittarii, una estrella azul caliente de tipo espectral O5 y magnitud 5,9. Woldemar Götz menciona este cúmulo diciendo que contiene una estrella peculiar de tipo Of, es decir, una estrella de tipo O con líneas espectrales peculiares de helio y nitrógeno ionizados. Su edad se estima en unos dos millones de años, por lo que es un cúmulo extremadamente joven.
Fue descubierto por el astrónomo Giovanni Batista Hodierna antes de 1654 e independientemente redescubierto por John Flamsteed en 1680.